# 中村歌右衛門 (5代目)

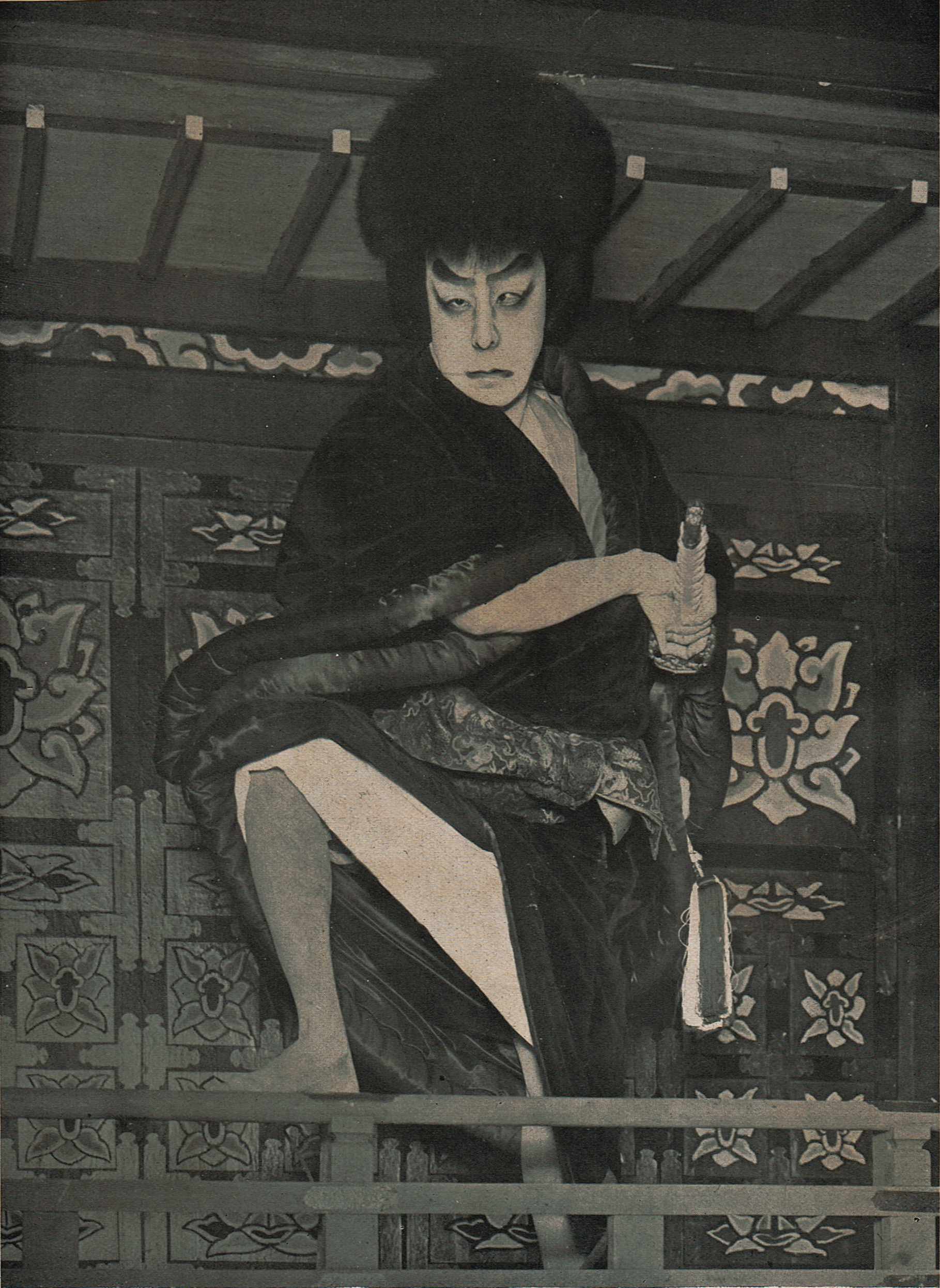
「山門」の石川五右衛門（1934）

五代目 中村 歌右衛門（ごだいめ なかむら うたえもん、慶応元年12月29日（西暦換算1866年2月14日） - 1940年（昭和15年）9月12日）は、明治から大正、戦前昭和にかけて活躍した歌舞伎役者。屋号は成駒屋。定紋は祇園守（成駒屋祇園守）、替紋は裏梅。俳名に魁玉・梅玉・梅莟。 大向うからは大成駒屋（おおなりこまや）の掛け声がかかった。本名は中村 榮次郎（なかむら えいじろう）。

## 来歴
幕府の金座役人土方政五郎の子として江戸本所請地に生まれる。実母は野村かう、幼名野村榮次郎と称した。1875年（明治8年）四代目中村芝翫の養子となり、初代中村兒太郎として1年後甲府三井座『伊勢音頭恋寝刃』（伊勢音頭）の油屋息子で初舞台。養父芝翫の帰京に伴い初めて東京の舞台を踏み1881年（明治14年）5月、新富座での『須磨都源平躑躅』（扇屋熊谷）の桂子で四代目中村福助を襲名。生まれつきの美貌と品のある芸風と芝翫の養子という立場もあり、養父に従い東京の主要な劇場で出演を重ねて芸を磨いた。1884年（明治17年）『助六所縁江戸桜』では当初白玉役を演じていたが三浦屋揚巻役を演じていた四代目助高屋高助が体調を崩した為に代役として揚巻に抜擢され、2日間ではあったが九代目市川團十郎の助六の相方を勤めて人気を博した。この一件の後、若女形として注目される様になり團十郎や五代目尾上菊五郎の相方を勤める事が増えていった。1887年（明治20年）4月26日から29日にかけて井上馨邸で行われた天覧歌舞伎に出演し、歌舞伎の次世代を担う旗手としての存在を確立する。しかし直後の6月には鉛毒が原因で4ヶ月休演し翌1888年（明治21年）6月にも体調不良となり大磯で静養して丸1年近く休演する等、鉛毒により徐々に不自由になりつつある体に苦しめられながら舞台生活を送る事となる。
1901年（明治34年）5月、歌舞伎座での『六歌仙容彩』（六歌仙）の小町、『楼門五三桐』（山門）の石川五右衛門などで五代目中村芝翫を襲名。
1903年（明治36年）から歌舞伎座の社長であった井上竹次郎との不和が原因で歌舞伎座を離れて東京座に活動の拠点を移し1904年（明治37年）3月、同座で坪内逍遥作の『桐一葉』が初演された際には淀君をつとめて大評判となり、これが終生の当り役のひとつとなる。

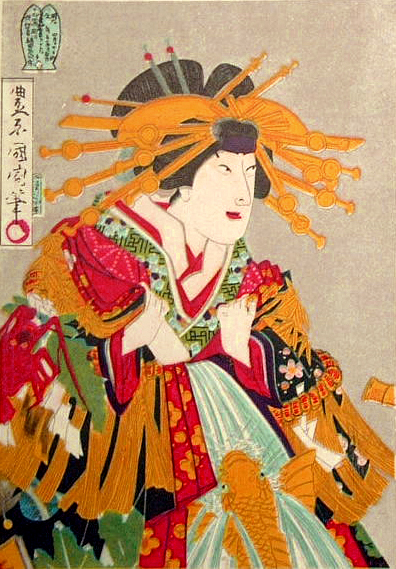
『助六』の三浦屋揚巻
----
成駒屋四代目中村福助時代。豊原国周 画『江戸櫻』（1896年（明治29年）五月東京歌舞伎座上演）大判錦絵。

1906年（明治39年）6月に歌舞伎座に復帰すると以後亡くなるまで歌舞伎座を拠点とするようになる。
1911年（明治44年）11月、歌舞伎座での『京鹿子娘道成寺』の白拍子花子ほかで五代目中村歌右衛門を襲名。
襲名以後は十五代目市村羽左衛門、十一代目片岡仁左衛門とともに「三衛門」と呼ばれ、團菊左亡きあとの歌舞伎を支えた。また大正2年に松竹と専属契約を交わして専属となり歌舞伎座幹部技芸委員長の要職も勤め、歌舞伎伝統芸能の発展と向上に尽力した。後には東京俳優組合の発足に寄与、これが大日本俳優協会に発展し、五代目はその初代会長をつとめている。
1931年（昭和6年）10月の歌舞伎座で鴈治郎と舞台を共にした『山門』の五右衛門が、東西成駒屋の火花を散らす舞台として有名。また、晩年の1936年（昭和11年）11月歌舞伎座で行われた「三代目中村歌右衛門百年祭」には東西の大看板が集まり、五代目は『日招きの清盛』で総勢90名の役者の真ん中に王者のように座して清盛をつとめたが、その立派さは後世の語り草となった。
しかし、1933年（昭和8年）に後継者である五代目中村福助に先立たれて落胆した事や持病の鉛毒の進行もあり事実上歩行が不可能となり、舞台上では主に座っている役が増える等、衰えが著しくなった。1939年（昭和14年）5月の歌舞伎座において得意役とした桐一葉の淀君役を最後に舞台から遠ざかり持病の鉛毒性脊髄炎の治療を行っていたが、1940年（昭和15年）9月12日、東京都芝区高輪の自宅にて死去。

## 芸風・人物

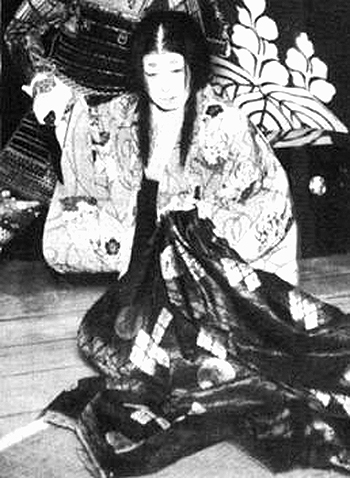
『沓手鳥孤城落日』の淀君
----
晩年の写真（興行の日時詳細等不詳）。

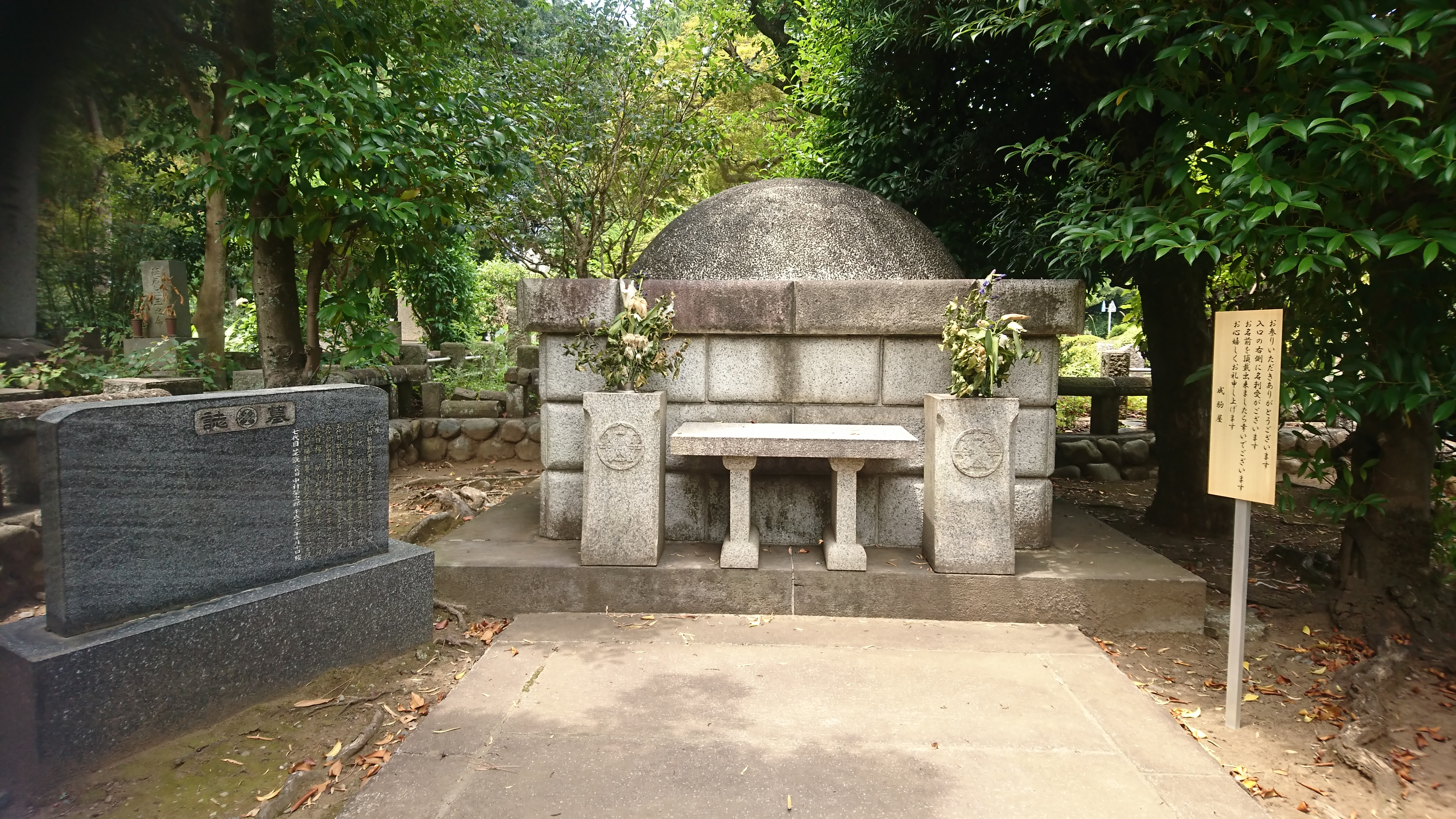
成駒屋 中村家の墓

鉛毒で不自由になった身体を押して舞台に立ち「東西随一の女形」と呼ばれた。動かない身体を科白廻しの巧さで補って観客を陶酔させた。いくつかの当り役はレコードに吹き込まれて今日でも聴くことができる。
当り役は多く、時代物では『本朝廿四孝』「十種香」の八重垣姫、『鎌倉三代記』「絹川村」の時姫、『祇園祭礼信仰記』「金閣寺」の雪姫、『伽羅先代萩』の政岡、世話物では『助六』の揚巻、『籠釣瓶』の八つ橋、『新版歌祭文』「野崎村」のお光、新作では『桐一葉』『沓手鳥孤城落月』の淀君などがあり、これら女形の型が今日に至るまで手本となっている。
また立役では、前述の五右衛門のほか、若き日に明治天皇の天覧歌舞伎で勤めた『勧進帳』の義経、『寿曽我対面』の工藤、『暫』のウケ、『菅原伝授手習鑑』「車引」の時平、『双蝶々曲輪日記』「角力場」の濡髪なども堂々たる押しだしで見事にこなした。
五代目歌右衛門は淀君を生涯の当り役としたが、これをお家芸としてまとめたのが「淀君集」である。
東西歌舞伎の重鎮らしく、東京千駄ヶ谷の自宅は3000坪の敷地に200坪の屋敷、門から母屋まで30メートルもある壮大なもので、多数の使用人と警備の警官までおいていた。屋敷前のバス停も「歌右衛門邸前」だった。
芸談に『魁玉夜話』（安部豊 編）。子に早世した成駒屋五代目中村福助と六代目中村歌右衛門がいる。墓所は多磨霊園のほか青山霊園にも分骨されている。